# نيها أهوجا
نيها أهوجا (بالهندية: नेहा आहुजा؛ بالإنجليزية: Neha Ahuja) هي متزحلقة هندية، ولدت في 27 سبتمبر 1981 في دلهي في الهند.

## وصلات خارجية
- نيها أهوجا على موقع الاتحاد الدولي للتزلج (التزلج على المنحدرات الثلجية) (الإنجليزية)
- نيها أهوجا على موقع أوليمبيديا (الإنجليزية)